# Nakajima Ki-11
Nakajima Ki-11 (キ11 (航空機)  Ki-jyuichi Kokūki) là một mẫu thử máy bay tiêm kích không thành công của Nakajima Aircraft Company trong thập niên 1930.

## Biến thể
- Nakajima Ki-11

## Quốc gia sử dụng
- Asahi Shimbun

## Tính năng kỹ chiến thuật (Ki-11)
Dữ liệu lấy từ Famous Airplanes of the World, first series, #76: Army Experimental Fighters (1)
Đặc điểm tổng quát
- Kíp lái: 1
- Chiều dài: 6.89 m (22 ft 7 in)
- Sải cánh: 10.88 m (35 ft 8 in)
- Chiều cao: 3.33 m (10 ft 11 in)
- Diện tích cánh: 19.1 m2 (205.6 ft2)
- Trọng lượng rỗng: 1.269 kg (2.798 lb)
- Trọng lượng có tải: 1.560 kg (3.440 lb)
- Powerplant: 1 × Nakajima Ha-1-3 Kotobuki kiểu động cơ piston bố trí tròn làm mát bằng không khí, 410 kW (550 hp) mỗi chiếc

Hiệu suất bay
- Vận tốc cực đại: 420 km/h (262 mph)
- Tầm bay: 410 km ( dặm)
- Trần bay: 10.200 m ( ft)

Vũ khí trang bị
- 2 × súng máy Type 89 7,7 mm (.303 in)